# Camille Muffat
Camille Muffat (ur. 28 października 1989 w Nicei, zm. 9 marca 2015 w okolicach Villa Castelli w Argentynie) – francuska pływaczka, mistrzyni olimpijska 2012 na dystansie 400 m stylem dowolnym z Londynu. Dwukrotna brązowa medalistka mistrzostw świata, mistrzyni świata (basen 25 m), medalistka mistrzostw Europy na długim i krótkim basenie.

## Kariera sportowa
Specjalizowała się w pływaniu stylem dowolnym i zmiennym. Jej największym dotychczasowym sukcesem  mistrzostw świata są dwa brązowe medale, które zdobyła w Szanghaju (2011) na 200 i 400 m stylem dowolnym oraz złoty medal mistrzostw świata na krótkim basenie w Dubaju w 2010 roku na dystansie 200 m stylem dowolnym. Zdobyła również złoty medal mistrzostw Europy na basenie 25 m w 2007 roku na dystansie 200 m stylem zmiennym.
16 listopada 2012, podczas mistrzostw Francji pobiła rekord świata na dystansie 800 m stylem dowolnym na krótkim basenie wynikiem 8:04,53 s.
24 listopada 2012, podczas mistrzostw Europy na krótkim basenie w Chartres pobiła rekord świata na 400 m stylem dowolnym wynikiem 3:54.58 s., zdobywając złoty medal.

## Życie prywatne
Od 2010 r. była związana z Yannickiem Agnelem, francuskim pływakiem.

## Śmierć
Zginęła 9 marca 2015 roku w wypadku dwóch helikopterów, które zderzyły się w powietrzu podczas filmowania w północno-zachodniej Argentynie. Należała do grupy francuskich gwiazd sportowych biorących udział w reality show.